# Stokar

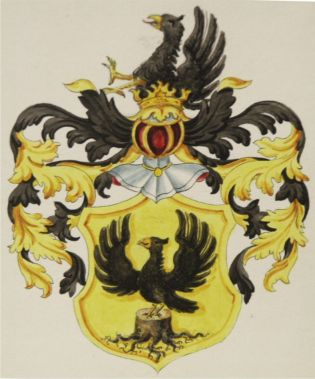
Wappen der Familie Stokar von Neuforn

Die Familie Stokar (ursprünglich Stocker, auch: Stokar von Neuforn, Stockar und von Stockar-Scherer-Castell) ist ein Rats- und Gerichtsherrengeschlecht (Patriziergeschlecht) der Freistaaten Schaffhausen und Zürich.

## Geschichte
Die Familie Stokar (Stocker) war ursprünglich in Barzheim und in der (später) badischen Umgegend ansässig, wo sie Lehngüter der Freiherren von Hohenklingen, der Herren von Rosenegg und der Herren von Randegg besass. Die Stokar führten keinen Rittertitel und besassen auf ihren Lehngüterrn keine Burg, scheinen aber doch dem ritterlichen Lehnsverband angehört zu haben.
1386 sollen die Brüder Johann und Heinrich Stocker von Schaffhausen in Begleitung eines Herrn von Hohenklingen in der Schlacht bei Sempach gefallen sein. Sicherer Stammvater der Stokar in Schaffhausen ist der 1413 und 1427 urkundlich erwähnte Walter Stockar aus Bartzen, der 1442 von Junker Hans Keller von Schleitheim in der Stadt Schaffhausen den Stokarhof kaufte und 1443 im Steuerregister als Bürger genannt wird. Sein Sohn Heinrich I. kaufte 1478 das Nachbarhaus zum schwarzen Bären.
Im 16. Jahrhundert teilte sich die Familie in vier Hauptlinien (I. Hauptlinie: Zürcher-Linie, II. Hauptlinie: Schaffhausen, III Hauptlinie: Solothurn, IV. Hauptlinie: Schaffhausen). Ihre Nachkommen stellten zahlreiche Politiker, Juristen und Militärangehörige vor allem in Schaffhausen und Zürich.
Benedikt I. Stokar von Neuforn (1516–1579), französischer Hofrat, wurde 1559 von König Franz II. von Frankreich in den französischen Adelsstand erhoben.
Walther Stockar (1878–1938), Mitglied der Zürcher Linie der Stockars, erbte 1901 von seinem unverheirateten Onkel Maximilian (Max) von Scherer-Scherburg (1848–1901), dem letzten Mitglied der Familie von Scherer, das Schloss Castell bei Tägerwilen nebst dazugehörigem Inventar und Grundbesitz. Laut der Tageszeitung „Der Landbote“ soll des weitern ein Vermögen von 4 bis 5 Millionen Schweizer Franken vererbt worden sein. Eine der mit dem Nachlass verbundenen Bedingungen verlangte, dass der Erbe den Namen „von Scherer“ seinem eigenen Familiennamen beifügte. Die Mitglieder dieses Zweigs der Familie Stockar heissen seitdem alle mit Familiennamen von Stockar-Scherer-Castell. Das Schloss Castell befindet sich Anfang des 21. Jahrhunderts bereits in der vierten Generation im Besitz der Familie von Stockar-Scherer-Castell.

## Bedeutende Namensträger

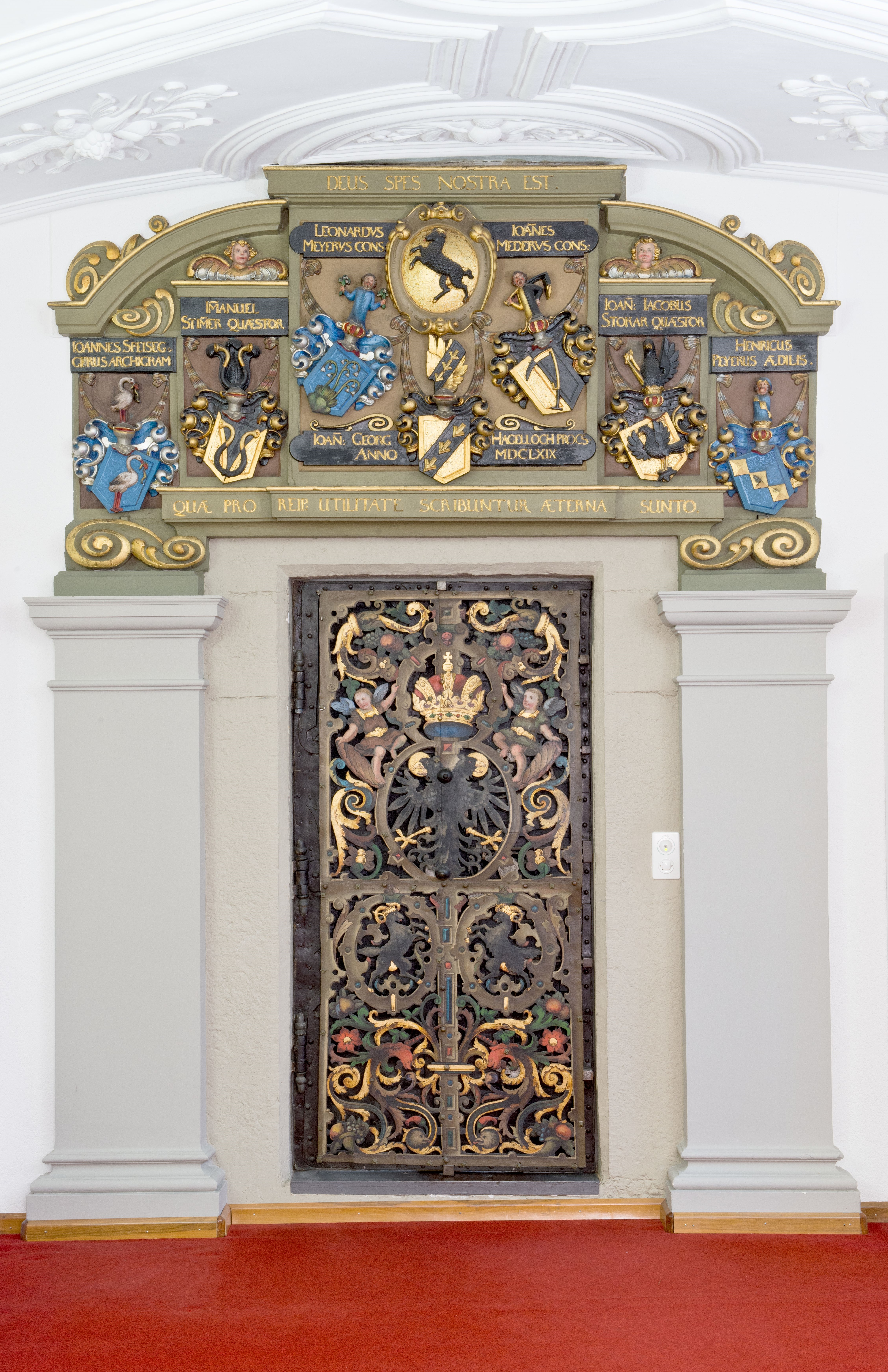
Lesesaaltür im Staatsarchiv Schaffhausen mit dem Wappen des Heinrich von Stokar (2tes von links)

### Stokar
- Hans Stokar (1490–1556), Kaufmann, Stadtrat, Jerusalempilger
- Hans Im Thurn-Stokar (1535–1611)
- Heinrich Stokar (1551–1621), Stadtbaumeister in Schaffhausen, Mitglied des Grossen Rats
- David I. Stokar (1686–1757), kurpfälzischer Regierungsrat und Hofgerichtsrat
- Johann Kaspar Stokar (1741–1801), Schweizer Politiker
- David II. Stokar (1754–1814), Schweizer Jurist und Politiker
- Gustav Stokar (1815–1889), Schweizer Unternehmer
- Franz Stokar (1818–1872), Regierungsrat und Regierungspräsident in Schaffhausen

### Stokar von Neuforn
- Benedikt I. Stokar von Neuforn (1516–1579), französischer Hofrat und Kammerherr
- Hans Jakob Stokar von Neuforn (1615–1681), Schweizer Politiker und Diplomat
- Anselm Franz Stokar von Neuforn (1782–1847), Sohn von David II. Stokar, wurde am 13. September 1813 im Königreich Bayern bei der Adelsklasse immatrikuliert (Beginn der bayerischen Linie)
- Franz Stokar von Neuforn (Franz von Stokar; 1859–1929), Verleger und Großantiquar in Regensburg
- Walter Stokar von Neuforn (Walter von Stokar; 1901–1959), Apotheker und Archäologe
- Silke Stokar von Neuforn (* 1953), deutsche Politikerin (Bündnis 90/Die Grünen)

### von Stockar-Scherer-Castell

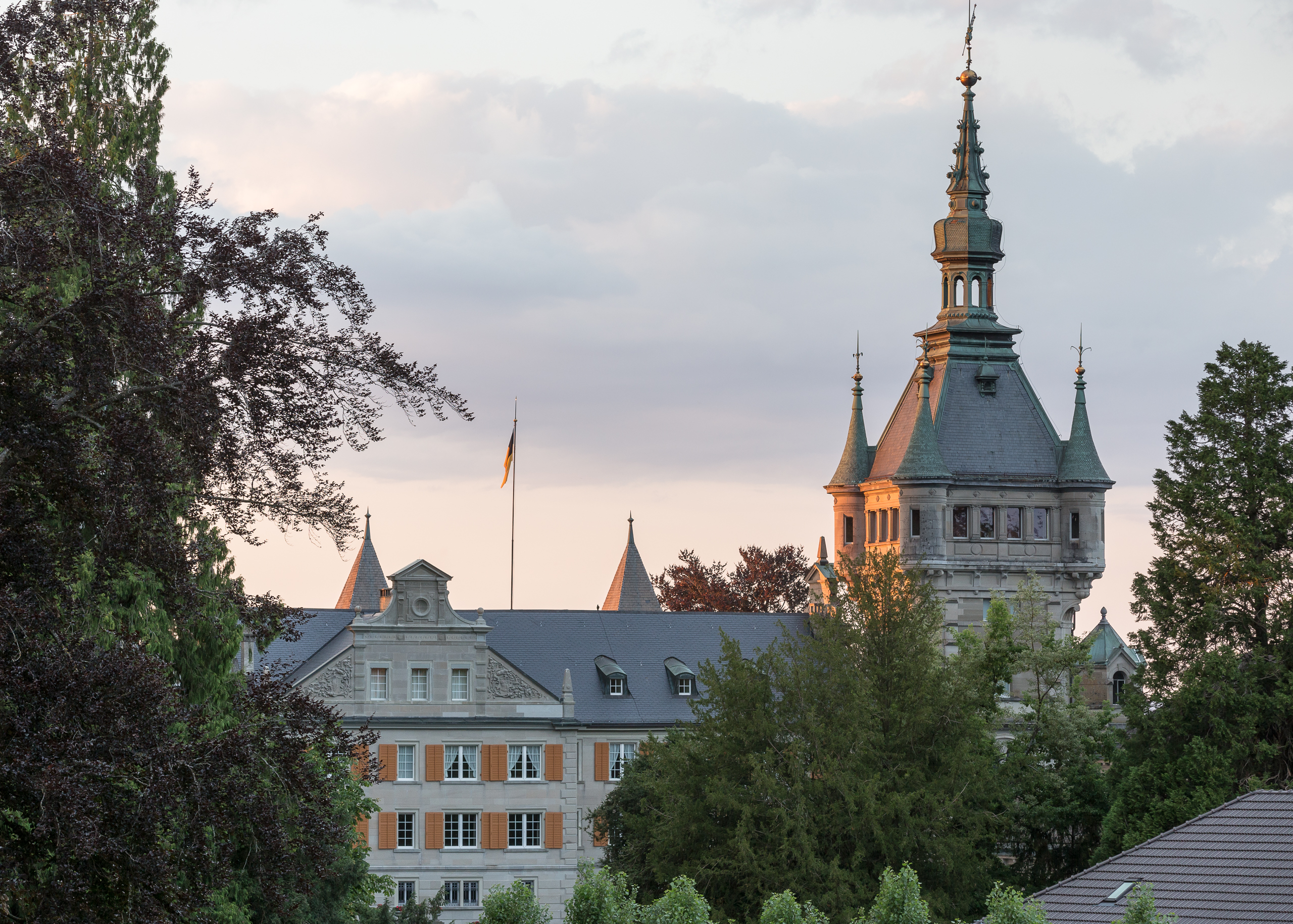
Schloss Castell bei Tägerwilen

- Walther von Stockar-Scherer-Castell (1878–1938), verheiratet mit Agnes Freiin von Fabrice (1881–1964), Tochter von Oswald Freiherr von Fabrice auf Schloss Gottlieben  und Enkelin des Kurfürsten Wilhelm II. von Hessen, erbte Schloss Castell nebst Inventar, Ländereien und umfangreichem Kapitalvermögen von seinem Onkel, dem Baron Maximilian (Max) von Scherer-Scherburg (1848–1901).
- Max von Stockar-Scherer-Castell (1904–?), ältester Sohn von Walther von Stockar-Scherer-Castell, war verheiratet mit Louise de Meuron (1907–?); ihre Tochter Sybille von Stockar-Scherer-Castell (1930–2012), verheiratete Froelicher, erbte von ihrer Grossmutter Elisabeth de Meuron-von Tscharner (1882–1980) Schloss Rümligen, die jüngere Tochter Barbara, verheiratete Hegner (* 1933) Schloss Amsoldingen
- Walter von Stockar-Scherer-Castell (1906–1977), zweiter Sohn von Walther, war Generaldirektor und Aktionär der Bank Leu in Zürich. Neben Schloss Castell besass er auch ein Anwesen am Zürichberg. Seine Tochter Monika Goldi von Stockar-Scherer-Castell (* 1944) war von 1970 bis 1975 mit dem Schweizer Unternehmer Beat Curti (* 1937) verheiratet.
- Marc Antoine von Stockar-Scherer-Castell (1935–2008), Sohn von Walter von Stockar-Scherer-Castell aus der ersten Ehe mit Renee Duerler (* 1912), war ein grosser Immobilienunternehmer mit umfangreichen Liegenschaften in Zürich und Erbe von Schloss Castell.
- Urs Caspar von Stockar-Scherer-Castell (* 1942), Sohn von Walter von Stockar-Scherer-Castell aus der zweiten Ehe mit Georgine Koch de Vigier (* 1910), Professor für Chemie-Ingenieurwissenschaften an der ETH Lausanne.
- Daniel Marc von Stockar-Scherer-Castell (* 1961), Sohn von Marc Antoine von Stockar-Scherer-Castell, ist Mitbegründer, Verwaltungsratspräsident und Grossaktionär (11 % im Jahr 2019) des Softwareunternehmens SoftwareONE in Stans (Schweiz). Ausserdem hat er ein Unternehmen mit einem Immobilienportfolio in der Schweiz (von Stockar Immobilien AG) und im nahen Ausland gegründet. Seit 2001 ist er zudem Eigentümer von Schloss Castell bei Tägerwilen (Schweiz). Seine von ihm geschiedene Frau Astrid von Stockar (* 1969) produzierte Filme u. a. für SF DRS und Fernsehsendungen wie „Einfach luxuriös“, heute ist sie als Unternehmerin in diversen Bereichen aktiv. Sie haben ein Sohn, Eric von Stockar (* 1996), und eine Tochter, Louise von Stockar (* 1998).